# اولاف سیر
اولاف سیر (انگلیسی: Olaf Seier؛ زادهٔ ۲۵ نوامبر ۱۹۵۸) بازیکن فوتبال اهل آلمان است.
از باشگاه‌هایی که در آن بازی کرده‌است می‌توان به باشگاه فوتبال کاراکاس، باشگاه فوتبال دینامو برلینر، و باشگاه فوتبال یونیون برلین اشاره کرد.